# تيريزا كودي
تيريزا كودي هي مهندسة معمارية كندية، ولدت في يوليو 1956 في تورونتو في كندا.